# 大花细辛
大花细辛（学名：Asarum macranthum）是马兜铃科细辛属的植物，又名大屯细辛、白斑细辛等，为台灣特有植物，自平地至海拔2800公尺皆有分布。